# 沙夫西德爾山
47°18′53″N 12°06′52″E / 47.31472°N 12.11444°E

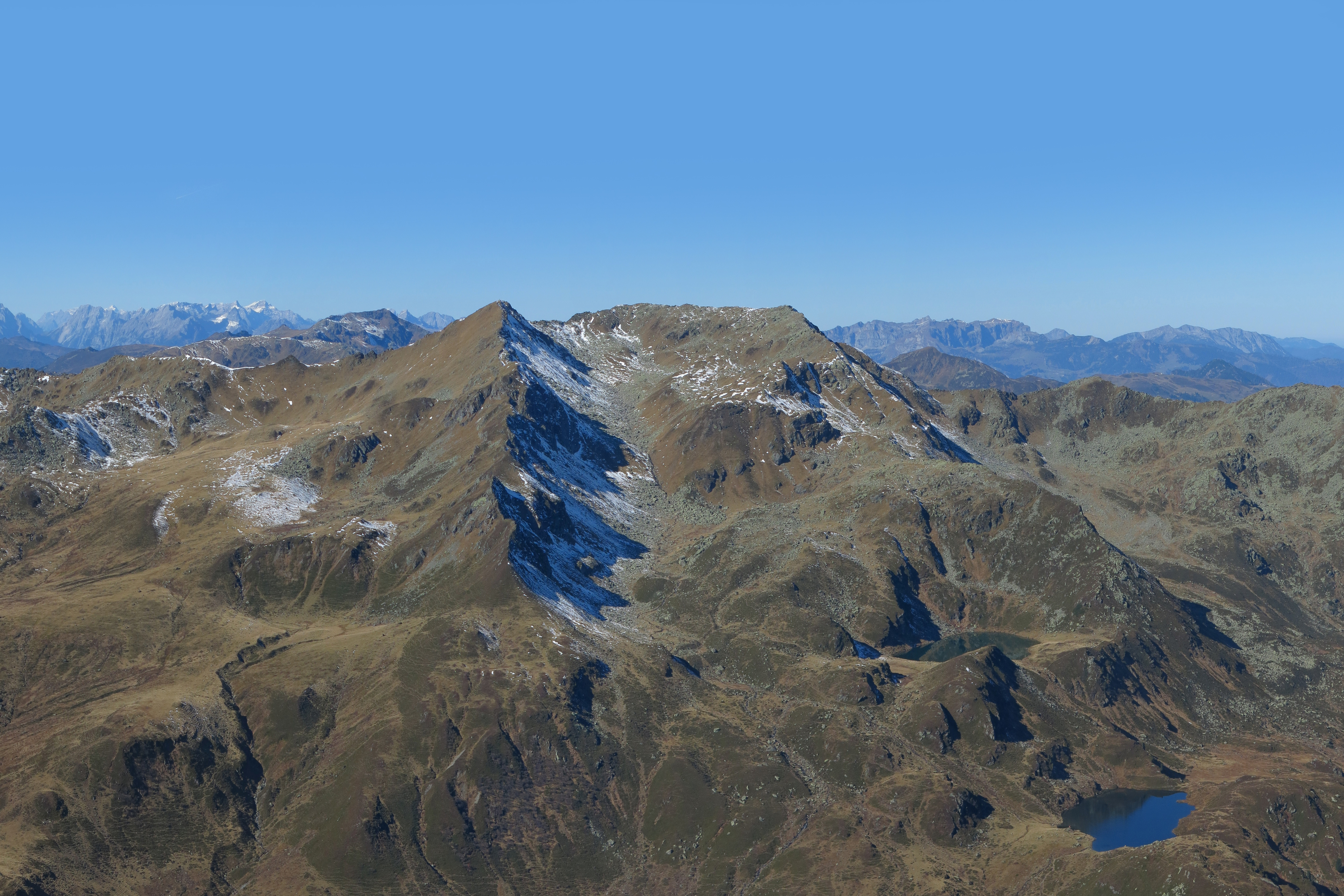

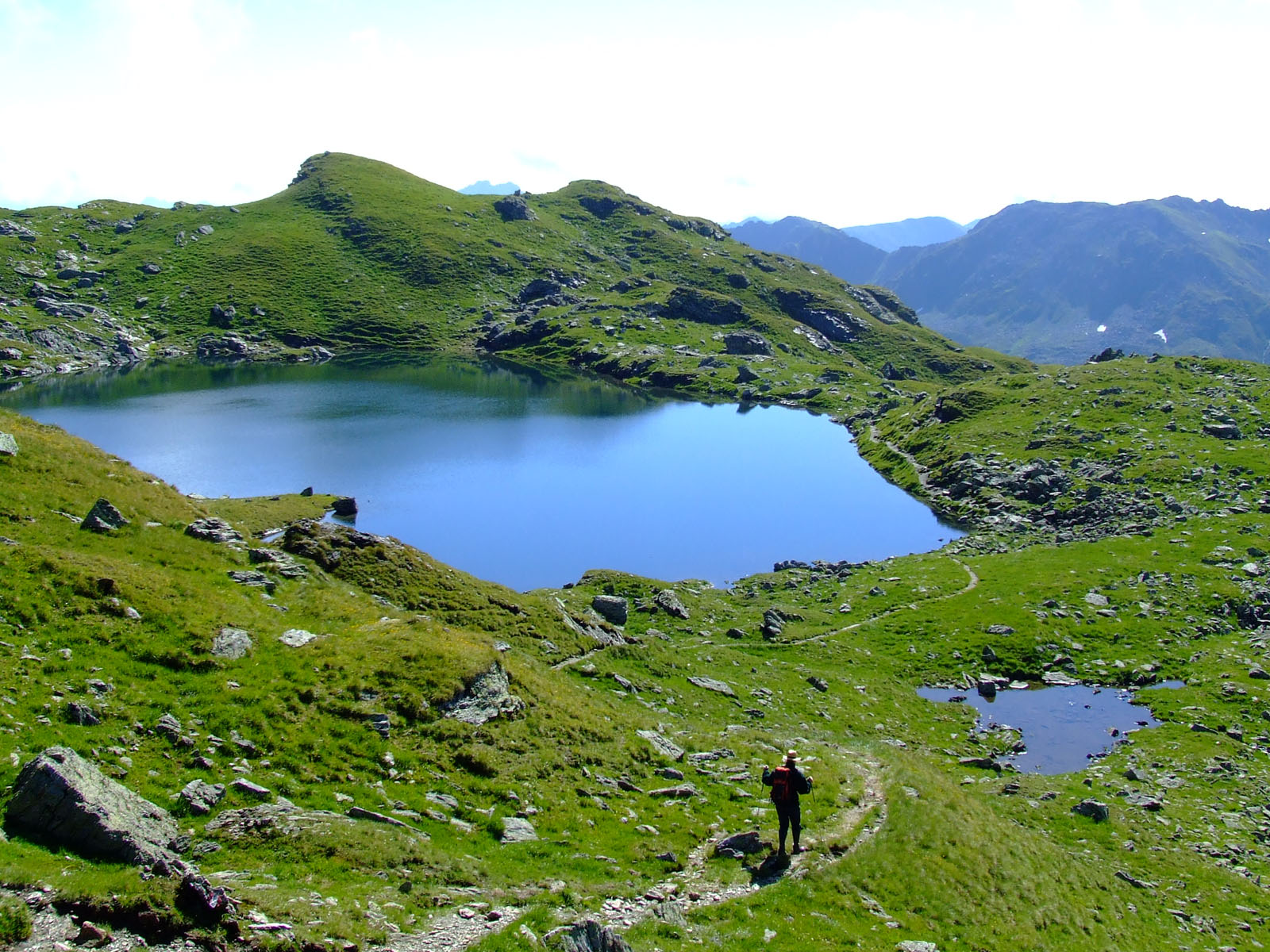

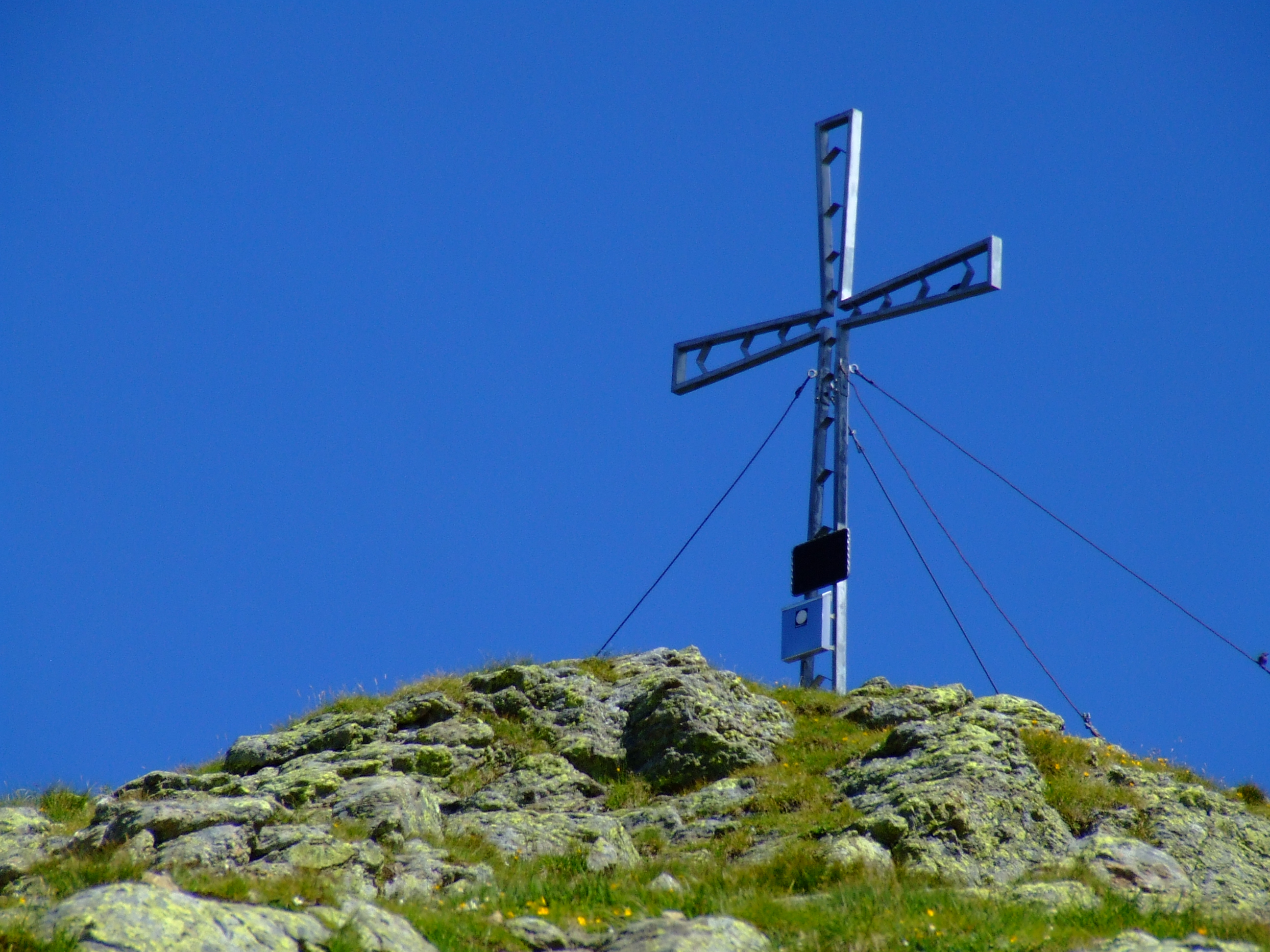

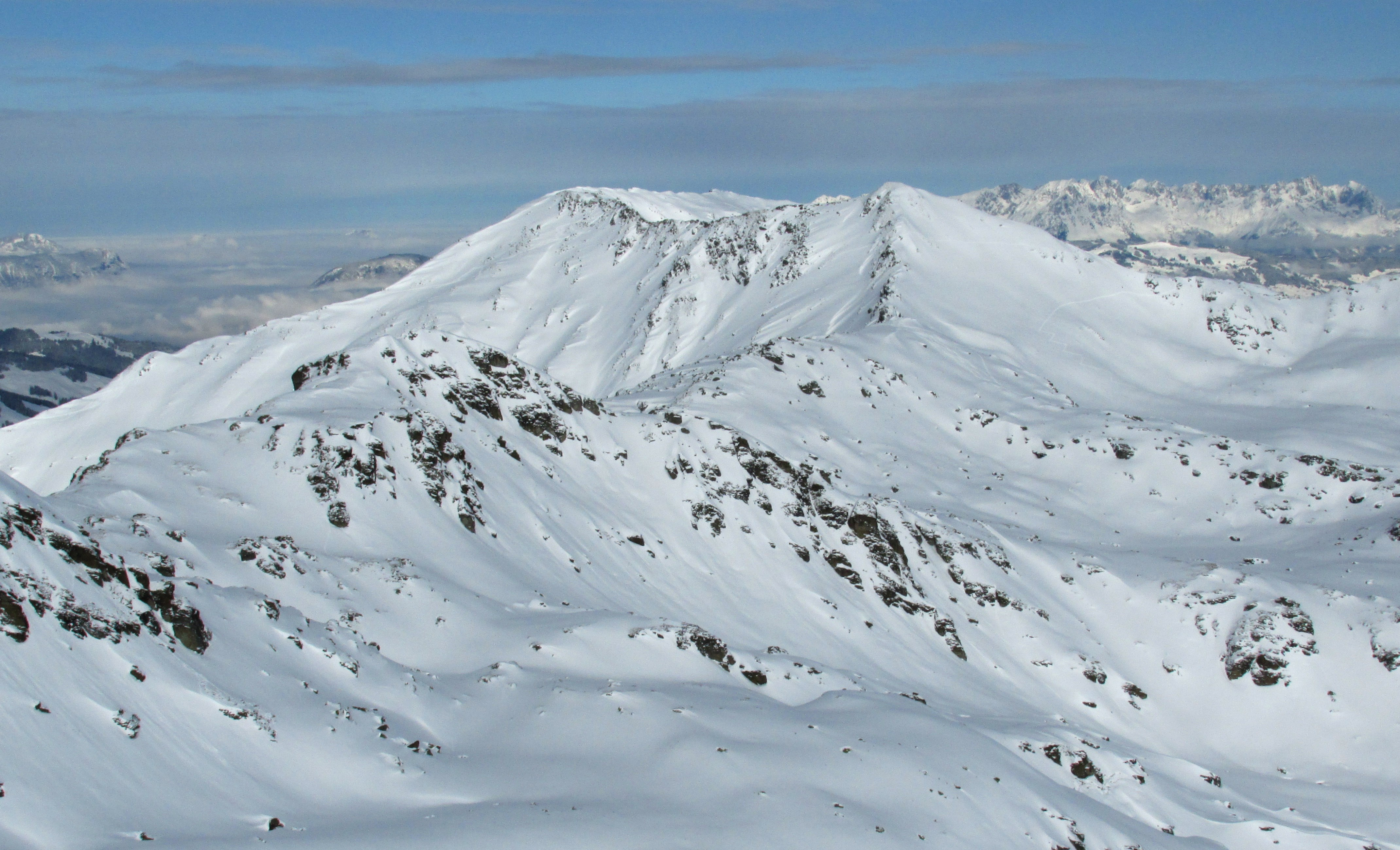

沙夫西德爾山（德語：Schafsiedel），是奧地利的山峰，位於該國西部，由蒂羅爾州負責管轄，屬於基茨比爾阿爾卑斯山脈的一部分，海拔高度2,447米，每年平均降雨量1,971毫米。